# Beaver (Oregon)
Beaver az Amerikai Egyesült Államok északnyugati részén, Oregon állam Tillamook megyéjében elhelyezkedő népszámlálás által kijelölt hely és jogi személyiséggel nem rendelkező közösség.
A 2010. évi népszámlálási adatok alapján 122 lakosa van. Teljes területe 1 km, melynek 100%-a szárazföld.
A területet a Nestucca Valley School District (Nestucca-völgy Iskolakerület) szolgálja ki. Egykoron egy általános iskola, valamint a tankerület középiskolája is Beaverben volt, de mára mindkettőt bezárták.
A Munson Creek Falls, Oregon legmagasabb vízesése nem messze Beavertől, a Munson Creek State Natural Site területén fekszik.

## Történet
Postahivatalát 1889-ben alapították. A város gazdaságában kezdetben nagy szerepet játszott a kanadai hód; számos település névadója. Az első lakók szerint a hódnak köszönhetik új otthonaikat.

## Népesség

### 2010
A 2010-es népszámláláskor 122 lakója, 59 háztartása és 31 családja volt. A lakóegységek száma 74. A lakosok 87,7%-a fehér, 0,8%-a indián, 0,3%-a ázsiai, 7,4%-a egyéb-, 4,1% pedig kettő vagy több etnikumú. A spanyol vagy latino származásúak aránya 9% (4,9% mexikói, 4,1% pedig egyéb spanyol/latino származású).
A háztartások 23,7%-ában élt 18 évnél fiatalabb. 37,3% házas, 8,5% egyedülálló nő, 6,8% pedig egyedülálló férfi; 47,5% pedig nem család. 39% egyedül élt; 27,2%-uk 65 éves vagy idősebb. Egy háztartásban átlagosan 2,07 személy élt; a családok átlagmérete 2,74 fő.
A medián életkor 48,5 év volt. A lakók 23,8%-a 18 évesnél fiatalabb, 3,3% 18 és 24 év közötti, 20,5%-uk 25 és 44 év közötti, 28,6%-uk 45 és 64 év közötti, 23,8%-uk pedig 65 éves vagy idősebb. A lakosok 49,2%-a férfi, 51,8%-uk pedig nő.

### 2000
A 2000-es népszámláláskor 145 lakója, 60 háztartása és 43 családja volt. A lakóegységek száma 73. A lakosok 93,1%-a fehér, 1,38%-a indián, 5,52% pedig kettő vagy több etnikumú.
A háztartások 33,3%-ában élt 18 évnél fiatalabb. 56,7% házas, 13,3% egyedülálló nő; 26,7% pedig nem család. 23,3% egyedül élt; 16,7%-uk 65 éves vagy idősebb. Egy háztartásban átlagosan 2,42 személy élt; a családok átlagmérete 2,84 fő.
A lakók 25,5%-a 18 évnél fiatalabb, 5,5%-a 18 és 24 év közötti, 23,4%-a 25 és 44 év közötti, 29%-a 45 és 64 év közötti, 16,6%-a pedig 65 éves vagy idősebb. A medián életkor 40 év volt. Minden 100 nőre 90,8 férfi jut; a 18 évnél idősebb nőknél ez az arány 92,9.
A háztartások medián bevétele 34 286 amerikai dollár, ez az érték családoknál $38 542. A férfiak medián keresete $21 250, míg a nőké $13 750. Az egy főre jutó bevétel (PCI) $17 287. A teljes népesség 7,9%-a élt létminimum alatt; a 65 év felettieknél ez a szám 26,1%.

## Fordítás
Ez a szócikk részben vagy egészben  a   Beaver, Oregon című angol Wikipédia-szócikk ezen változatának fordításán alapul.  Az eredeti cikk szerkesztőit annak laptörténete sorolja fel. Ez a jelzés csupán a megfogalmazás eredetét és a szerzői jogokat jelzi, nem szolgál a cikkben szereplő információk forrásmegjelöléseként.